# 菲利普·B·麦格斯
菲利普·B·麦格斯（英文：Philip B. Meggs，1942年5月30日 - 2002年11月24日），图形设计师、教授、设计史学家，《平面设计史》著作者。
菲利普·麦格斯著于1983年的《平面设计史》是平面图形设计学中的重要著作，该著作出版过20多种语言版本，1998年至2011年间经 John Wiley & Sons、Alston W. Purvis 等学者的修订，已至第五版本次。